# منتخب إسبانيا لكرة الماء
منتخب إسبانيا لكرة الماء هو ممثل إسبانيا الرسمي في رياضة كرة الماء.

## سجل المشاركات

### الألعاب الأولمبية الصيفية
| - 1900: لم يتأهل - 1904: لم يتأهل - 1908: لم يتأهل - 1912: لم يتأهل - 1920: المرتبة 9 - 1924: المرتبة 8 - 1928: المرتبة 9 - 1932: لم يشارك - 1936: لم يتأهل | - 1948: المرتبة 8 - 1952: المرتبة 8 - 1956: لم يتأهل - 1960: لم يتأهل - 1964: لم يتأهل - 1968: المرتبة 9 - 1972: المرتبة 10 - 1976: لم يتأهل - 1980: المرتبة 4 | - 1984: المرتبة 4 - 1988: المرتبة 6 - 1992: ميدالية فضية - 1996: ميدالية ذهبية - 2000: المرتبة 4 - 2004: المرتبة 6 - 2008: المرتبة 5 - 2012: المرتبة 6 |

### بطولة العالم لكرة الماء
| - 1973: المرتبة 10 - 1975: المرتبة 10 - 1978: المرتبة 11 - 1982: المرتبة 8 - 1986: المرتبة 5 - 1991: الوصيف - 1994: الوصيف | - 1998: البطل - 2001: البطل - 2003: المرتبة 5 - 2005: المرتبة 5 - 2007: المرتبة الثالثة - 2009: الوصيف - 2011: المرتبة 5 |

### بطولة أوروبا لكرة الماء
| - 1926: لم يتأهل - 1927: لم يتأهل - 1931: لم يتأهل - 1934: المرتبة 7 - 1938: لم يتأهل - 1947: لم يتأهل - 1950: لم يتأهل - 1954: المرتبة 7 - 1958: لم يتأهل - 1962: لم يتأهل | - 1966: المرتبة 12 - 1970: المرتبة 8 - 1974: المرتبة 7 - 1977: المرتبة 8 - 1981: المرتبة 6 - 1983: المرتبة الثالثة - 1985: المرتبة 6 - 1987: المرتبة 6 - 1989: المرتبة 6 - 1991: الوصيف | - 1993: المرتبة الثالثة - 1995: المرتبة 5 - 1997: المرتبة 5 - 1999: المرتبة 6 - 2001: المرتبة 6 - 2003: المرتبة 5 - 2006: المرتبة الثالثة - 2008: المرتبة 7 - 2010: المرتبة 8 - 2012: المرتبة 7 |